# Étangs de Hollande

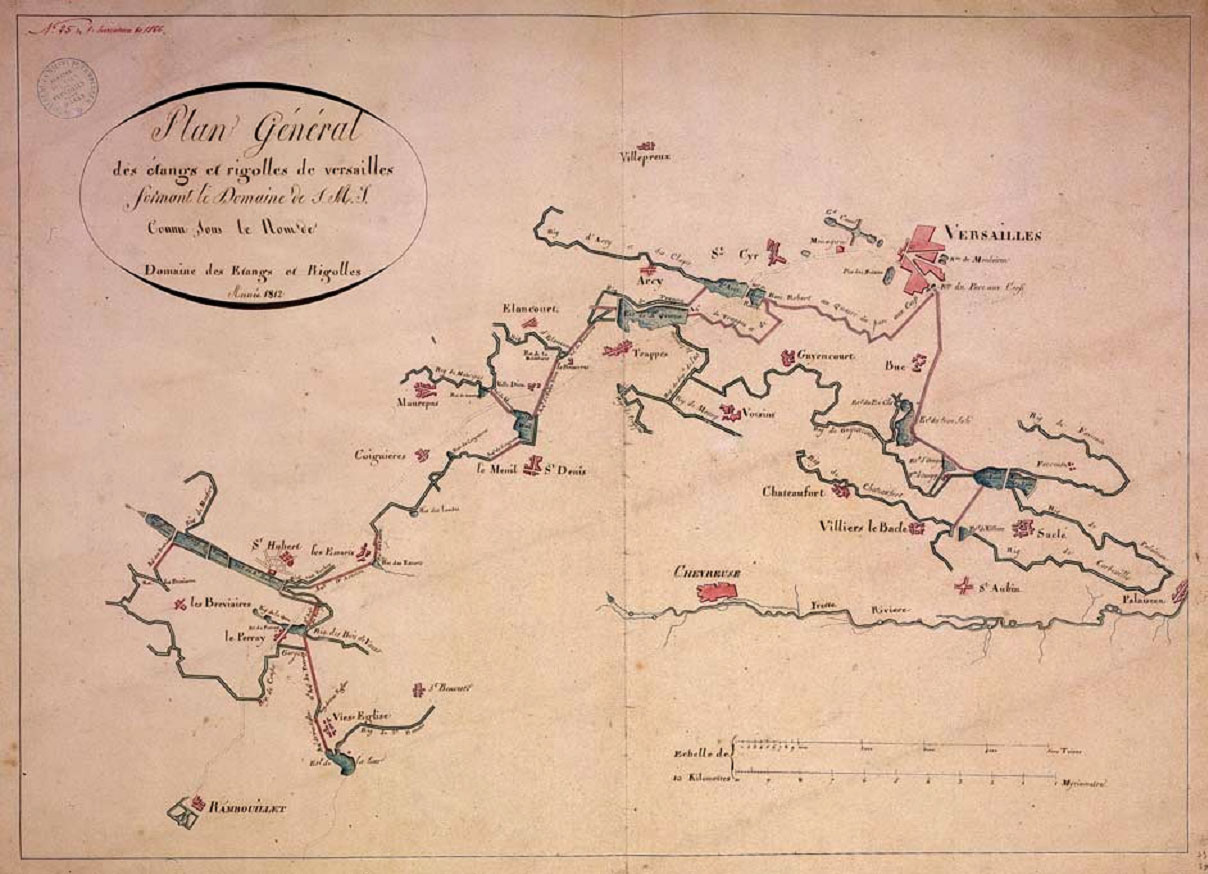
Die Seen liegen im äußersten Südwesten des Bewässerungssystems vom Schloss Versailles

Die Étangs de Hollande sind sechs, in einer Reihe angelegte Seen im Département Yvelines, angelegt in der 2. Hälfte des 17. Jahrhunderts, um Fontänen im Park des Schlosses Versailles mit dem nötigen Wasserdruck zu versorgen. Der Name rührt her von einem damaligen Schloss ähnlichen Namens in unmittelbarer Nähe.

## Geografie

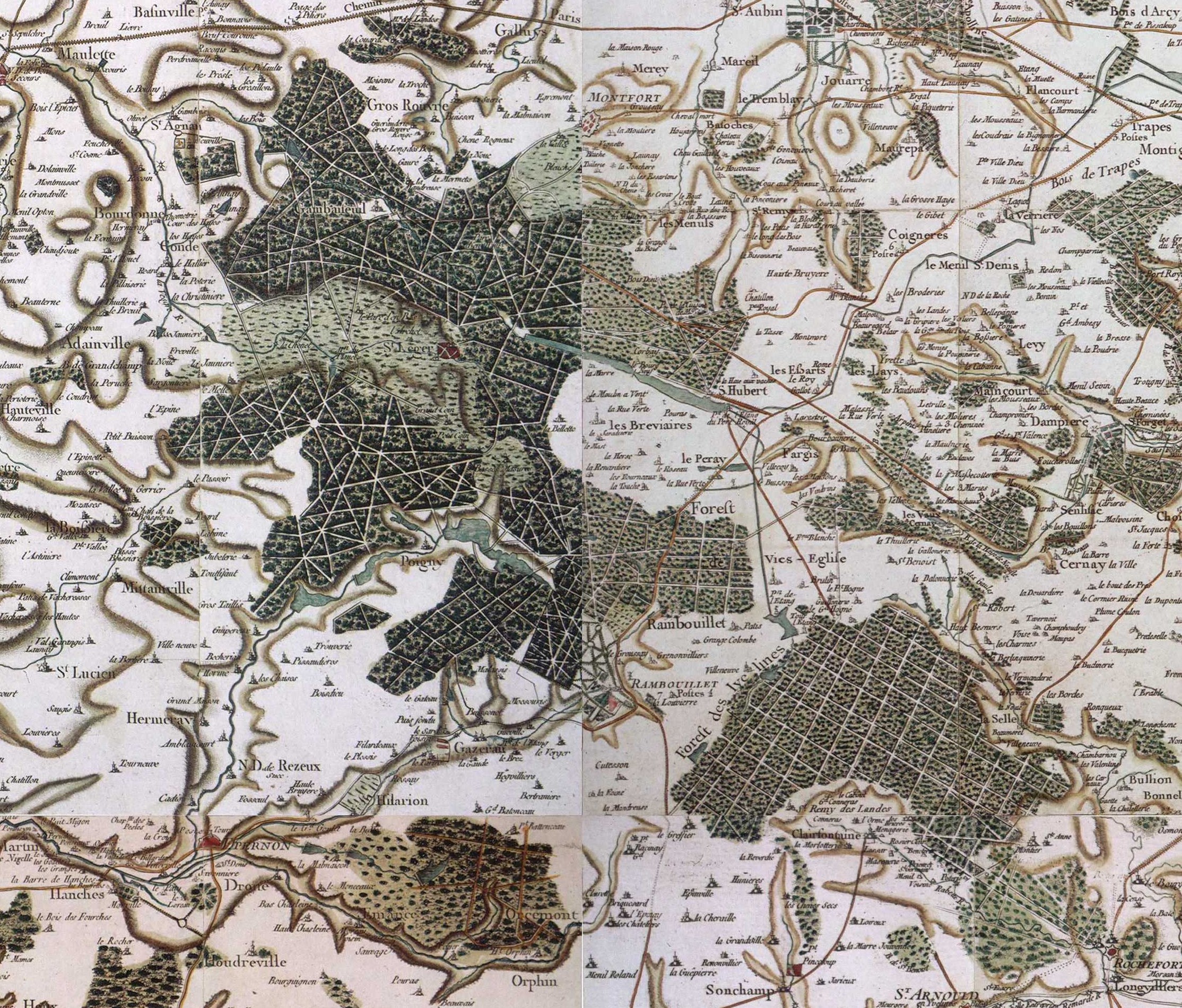
Der Wald von Rambouillet auf einer Karte von 1780

Die Seen liegen in den Gemeindegebieten von Saint-Léger-en-Yvelines und Bréviaires. Sie bilden ein geradliniges Band von 5,2 km Länge und etwa 300 m Breite. Sie sind zusammen ein doppelter Stausee, dessen Wasserspiegel von zwei Dämmen an beiden Enden gehalten wird. Einige der kreuzenden Dämme ermöglichen die Variation des Wasserspiegels in Teilen der Seenkette, andere sind reine Brückendämme zur Verbindung von Nord- und Südufer. Die Dammkronen liegen 174 m über dem Meer. Heutzutage liegen die Wasserspiegel der beiden östlichsten Seen bei 173 m, vielleicht auch nur 172,7 m, die der übrigen Seen werden auf 70,9 m über dem Meer gehalten. Dadurch sind die beiden mittleren Seen nicht mehr in ganzer Fläche geflutet.
Ihr Wasser erhalten die Seen aus seitlichen Zuflüssen, besonders aus dem nördlich gelegenen Bois de Serqueuse, dem höchstgelegenen Teil des Forêt de Rambouillet. Vom östlichsten See führt ein Aquädukt zum Park von Versailles. Die natürlichen Abflüsse gehen ostwärts durch den Ru des Vaux („Kälberbach“) zur Yvette, also durch die  Orge oberhalb von Paris in die Seine, und westwärts durch den Ruisseau des Ponts Quentin und dann den Gropelin, die Vesgre und die Eure unterhalb von Paris in die Seine.
Die Namen der Seen sind von West nach Ost Grand Étang de Hollande („Großer …“), Petit Étang de Hollande („Kleiner …“), Étang de Bourgneuf, Étang de Corbet, Étang de Pourras und Étang de Saint-Hubert.

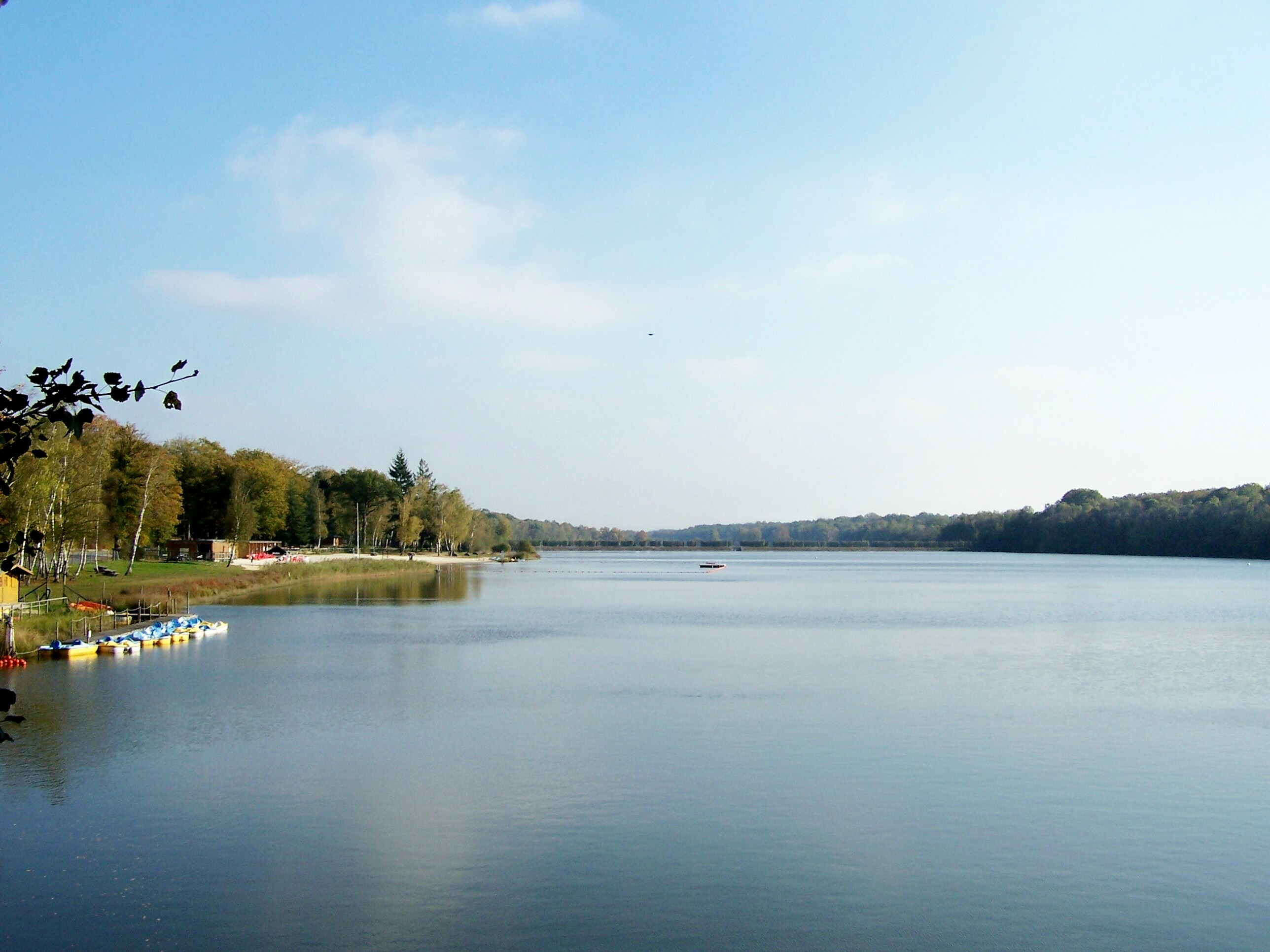
Der Große Étang de Hollande

## Geschichte
Die Planungen der Wasserversorgung und damit auch die Anlage des Seenensembels geht auf den Planer Sébastien Le Prestre de Vauban zurück.
Die heutige Verwaltung der Seen obliegt dem „Syndicat mixte d'aménagement et de gestion des étangs et rigoles“ (SMAGER).

## Freizeit und Tourismus

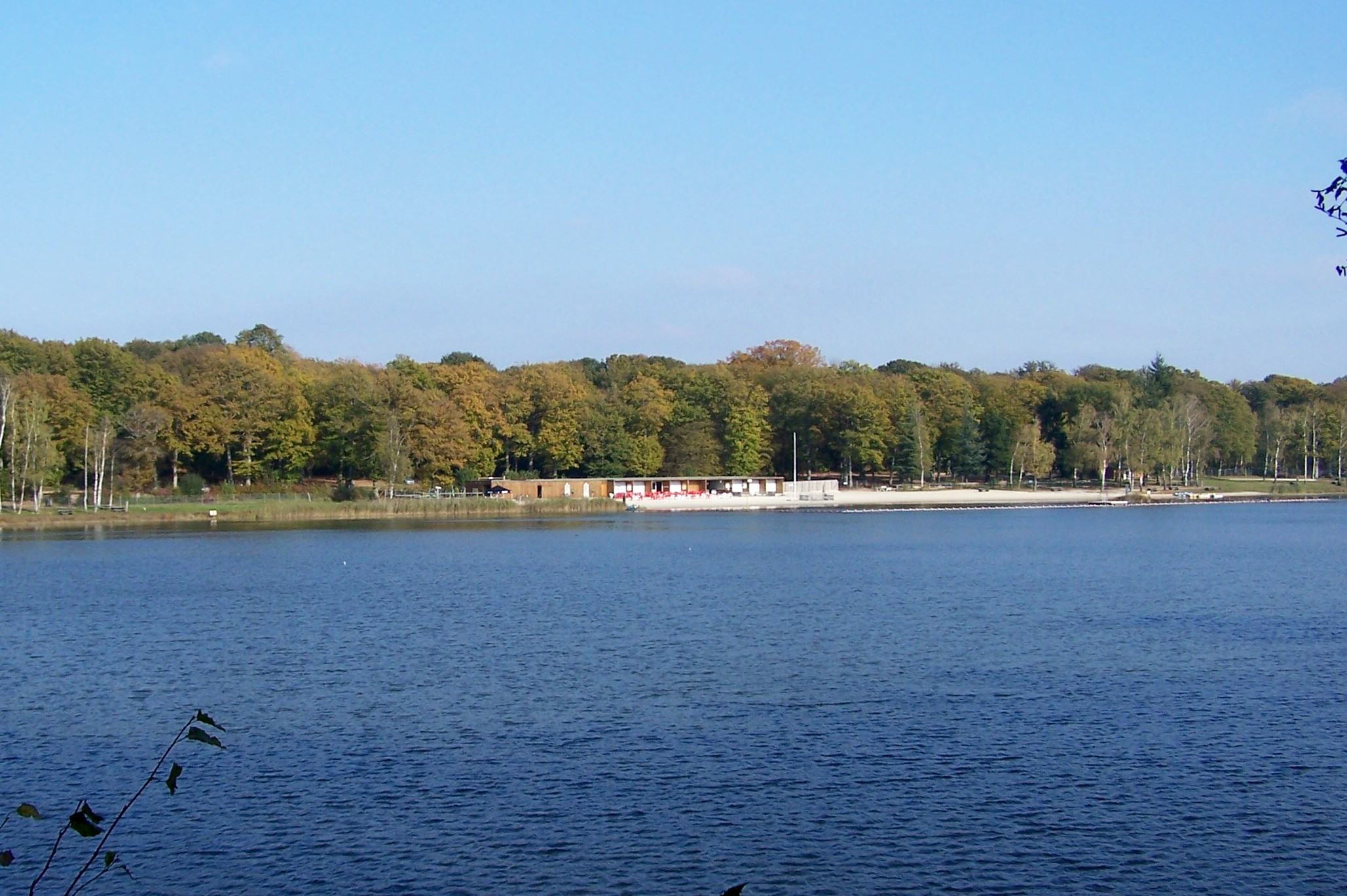
Blick auf eine Badeanstalt am Nordufer

Rund um die Seen kann zahlreichen Freizeitmöglichkeiten nachgegangen werden, so z. B. Schwimmen, Angeln, Wandern. Ferner sind zahlreiche Vogelarten zu beobachten. Die Einstufung als Naturschutzgebiet wird angestrebt.